# Francisco Maciel
Francisco Maciel (Buenos Aires, 17 de setembre de 1977) és un exfutbolista professional argentí, que ocupava la posició de defensa.

## Trajectòria
Debuta a la màxima divisió argentina amb el Deportivo Español, el 1996. Posteriorment militaria al Club Almagro i al Racing Club, amb el qual guanyaria el Clausura del 2001.
Després de militar a la lliga espanyola amb el Real Murcia i RCD Mallorca, retorna al Racing d'Avellaneda. El 2008 fitxa pe l'Huracán, on amb prou feines participa, i després de set mesos inactiu, recala al Club Bolívar bolivià.